# 夏空
《夏空》（日语： Natsuzora）為NHK於2019年4月1日至2019年9月28日播出的第100部晨間小說連續劇，由廣瀨鈴主演。

## 企劃與製作
本劇是自1961年《女兒與我》以來，NHK晨間劇推出的第100部作品。女主角的部分角色設定原型，是採用了擔任本劇動畫時代考證的小田部羊一之妻，亦為資深動畫人與銅版畫家奧山玲子（1936年10月26日～2007年5月6日）的相關事蹟。
時間設定於1946年戰後，因空襲而失去雙親的女主角奧原夏，與哥哥及妹妹別離，跟著曾經是父親戰友的養父前往北海道拓荒；到了那邊，養祖父卻拒絕收留她，但有賴於養父及養母的說服及她決心在此地生活的意志，她一邊幫忙自家的酪農產業，一邊療癒自己的心靈創傷，也把自己天真浪漫的性格找了回來。高中畢業後，她與以畫家為志願的友人山田天陽相約前往東京學習動畫繪圖，抵達東京後的小夏立刻投入當時處於草創期的動畫產業，發揮自己感性的內心及豐富的想像力，在未知的領域中奮鬥成長，迎接一個又一個的挑戰。
2017年11月20日，NHK公布製作相關事宜，並宣布不經徵選程序，直接指定由廣瀨鈴擔任女主角。2018年4月26日公布其他演員人選，6月21日於北海道新得町正式開鏡。
本劇亦邀請多位前晨間劇女主角出演配角角色，包含北林早苗（第1作《女兒與我》）、藤田三保子（第14作《鳩子之海》）、淺茅陽子（第17作《雲之絨毯》）、原日出子（第28作《今天也是晴天》）、小林綾子（第31作《阿信》）、田中裕子（第31作《阿信》）、山口智子（第41作《小純的應援歌》）、戶田菜穗（第49作《好老婆》）、松嶋菜菜子（第54作《向日葵》）、岩崎廣美（第55作《雙胞胎》）、藤澤惠麻（第70作《天花》）、比嘉愛未（第76作《逐漸晴朗》）、貫地谷栞（第77作《喜代美》）、三倉茉奈（第55作《雙胞胎》、第79作《感謝》）、安藤櫻（第99作《萬福》）；另外，本劇亦邀請以北海道為演出據點的劇團「TEAM NACS」（音尾琢真、安田顯、戶次重幸、森崎博之、大泉洋）出演或客串劇中角色。

## 劇情簡介
時間是1946年戰後，在東京大轟炸中成為孤兒的奧原夏（廣瀨鈴 飾）在與哥哥（岡田將生 飾）及妹妹（清原果耶 飾）別離後，跟隨父親的戰友柴田剛男（藤木直人 飾）移居至北海道的十勝，迎接她的是溫柔的養母富士子（松嶋菜菜子 飾）以及頑固的一家之主泰樹（草刈正雄 飾）。泰樹嘴上雖說小夏只是個外人，但心裡卻可憐她的處境，爾後更指導她如何擠乳及養牛，並教導她人生的道理。小夏日復一日的幫忙農務及學習，逐漸療養內心的創傷，之後更從青梅竹馬山田天陽（吉澤亮 飾）得知了漫畫電影的魅力。成年後的她決定前往東京尋找哥哥的下落，卻也意外地掉入了動畫繪圖的世界……

## 登場人物

### 主角
- 奧原夏（奥原なつ）→坂場夏：廣瀨鈴（幼年期：粟野咲莉）（香港配音：黃穎誼）

本劇主角。長大後成為動畫師。後與坂場一久結婚。

### 奧原家
- 奧原咲太郎：岡田將生（幼年期：渡邊蒼（日语：渡邉蒼））（香港配音：張振熙、黎皓宜（幼年時期））

小夏的哥哥。長大後成立聲優事務所「風車製作」。後與前島光子結婚。
- 奧原千遙→杉山千遙→奧原千遙：清原果耶（幼年期：田中乃愛）（香港配音：何凱怡）

小夏的妹妹。18歲時與杉山清二結婚，後因丈夫有婚外情而離婚。在前家翁的指導下，獲得了廚師的資格，並繼承其經營的「杉之子」餐廳。
註：飾演阿夏的清原果耶為 NHK 2021年上半年的第104部晨間劇《歡迎回來百音》女主角。
- 奧原家的父親（聲音）／旁白：內村光良（香港配音：黃榮璋）

小夏的父親。於戰爭中身亡。出征前為一位廚師，於日本橋經營一間小餐廳。
- 奧原家的母親（回想）：戶田菜穗

小夏的母親。於東京大空襲中身亡。

### 北海道十勝的人們

#### 柴田家
- 柴田泰樹：草刈正雄（香港配音：譚漢華）

小夏的養祖父。柴田牧場的老闆。
- 柴田剛男：藤木直人（香港配音：楊耀泰）

小夏的養父，亦為小夏父親的戰友。音問別農協的職員。
- 柴田富士子：松嶋菜菜子（香港配音：莎拉）

小夏的養母。
- 柴田照男：清原翔（日语：清原翔）（幼年期：岡島遼太郎）（香港配音：周倚天、王夢華（童年））

柴田家的長男。後與阿川砂良結婚。後繼承外祖父的柴田牧場。
- 柴田夕見子→小畑夕見子：福地桃子（幼年期：荒川梨杏）（香港配音：王夢華、楊婉潼（幼年））

柴田家的長女。於北海道大學畢業，後與父親同為音問別農協的職員。後與小畑雪次郎結婚。
- 柴田明美：鳴海唯（日语：鳴海唯）（幼年期：吉田萌果、少女期：平尾菜菜花（日语：平尾菜々花））（香港配音：杨乐瑶）

柴田家的次女。
- 柴田地平：小林颯（日语：小林颯）（幼年期：吉田隼）

照男與砂良的長子。
- 柴田拓男：吉田奏佑

照男與砂良的次子。

#### 戶村家
- 戶村悠吉：小林隆（日语：小林隆）

柴田牧場的工人。
- 戶村菊介：音尾琢真

悠吉的兒子，與父親同為柴田牧場的工人。

#### 小畑家
- 小畑雪之助：安田顯（香港配音：陳力航）

和菓子店「雪月」的老闆。
- 小畑豐（小畑とよ）：高畑淳子（香港配音：梁瑞芬）

雪之助的母親。與柴田泰樹為舊相識。
- 小畑妙子：仙道敦子（日语：仙道敦子）（香港配音：王夢華）

雪之助的妻子。
- 小畑雪次郎：山田裕貴（幼年期：吉成翔太郎）（香港配音：陈汉祺、楊樂瑤（幼年期））

雪之助的兒子，小夏的青梅竹馬。曾為演員和配音員，後退出並繼承父親的和菓子店「雪月」。後與柴田夕見子結婚。
- 小畑雪見：嶺岸煌櫻

雪次郎與夕見子的兒子。

#### 山田家
- 山田正治：戶次重幸（香港配音：郭浩勤）

天陽的父親。
- 山田多美（山田タミ）：小林綾子（香港配音：杨婉潼）

天陽的母親。
- 山田天陽：吉澤亮（幼年期：荒井雄斗）（香港配音：唐浩民、陈雪莹（幼年））

教導小夏繪畫的青梅竹馬，長大後成為畫家。後因病離世，年僅36歲。角色原型為畫家神田日勝（1937年12月8日～1970年8月25日）。
- 山田陽平：犬飼貴丈（幼年期：市村涼風）(香港配音：鄧晟鈞、幼年期：梁瑞芬)

天陽的哥哥，長大後在東京藝術大學就讀，其後任職「東洋動畫」的美術部，負責背景美術。
- 山田靖枝：大原櫻子

天陽的妻子。
- 山田道夫：中川望

天陽與靖枝的兒子。
- 山田彩子：古川凜

天陽與靖枝的女兒。

#### 音問別國小的人們
- 花村和子：岩崎廣美（日语：岩崎ひろみ）（香港配音：陳雪瑩）

小夏和夕見子的國小老師。
- 校長：大塚洋（香港配音：郭浩勤）

音問別國小的校長。
- 大作：增田怜雄

小夏和夕見子的國小同學。
- 實幸：鈴木翼

小夏和夕見子的國小同學。
- 小幸：伍藤花音

小夏和夕見子的國小同學。

#### 十勝農業高中的人們
- 居村良子→門倉良子：富田望生（日语：富田望生）（香港配音：杨乐瑶）

小夏的高中同班同學兼好友，與小夏一同加入演劇社。後與門倉努結婚，育有三名兒女。
- 倉田隆一：柄本佑（香港配音：邓晟钧）

十勝農業高中的老師。演劇社的顧問。
- 太田繁吉：早川信行（日语：ノブ (お笑い芸人)）

十勝農業高中畜產科的老師。
- 門倉努：板橋駿谷（日语：板橋駿谷）

小夏高中裡的老大人物。演劇社的社員。
- 高木勇二：重岡漠

小夏高中裡演劇社的社員。
- 石川和男：長友郁真

小夏高中裡演劇社的社員。
- 橋上孝三：山下真人

小夏高中裡演劇社的社員。

#### 北海道的其他人們
- 阿川彌市郎：中原丈雄（日语：中原丈雄）

民間藝術雕刻家。
- 阿川砂良→柴田砂良：北乃綺

彌市郎的女兒。後與柴田照男結婚。
- 田邊政人：宇梶剛士（日语：宇梶剛士）（香港配音：袁德基）

音問別農協的會長。
- 村松：近江谷太朗（日语：近江谷太朗）

牛乳工廠「熱呼呼牛乳」的員工。
- 大清水洋：森崎博之（日语：森崎博之）

北海道十勝支廳廳長。

### 東京新宿的人們

#### 關東煮店「風車」
- 岸川亞矢美：山口智子

咲太郎的養母。「風車」的老闆娘，前劇院「紅磨坊新宿座」的舞孃。
- 風車的客人：柳家喬太郎、吉橋航也

「風車」的常客，亞矢美的老相好。

#### 麵包咖啡店「川村屋」
- 前島光子→奧原光子：比嘉愛未（香港配音：楊婉潼）

「川村屋」的老闆娘。後與奧原咲太郎結婚，並將經營權轉讓給野上健也。
- 野上健也：近藤芳正

「川村屋」的服務生。
- 杉本平助：陰山泰（日语：陰山泰）

「川村屋」的料理長，雪次郎的上司。
- 三橋佐知子→島田佐知子：水谷果穗（香港配音：梁瑞芬）

「川村屋」的女服務生。小夏在東京的室友。

#### 新宿的其他人們
- 茂木一貞：中川雅也（香港配音：鄧燦陽）

大型書店「角筈屋」的老闆。
- 煙霞：戶田惠子

酒吧「惆悵」的駐唱歌手，前劇院「紅磨坊新宿座」的歌手。
- 土間麗美子（土間レミ子）：藤本沙紀（日语：藤本沙紀）

阿霞的侍女。亦為演員和配音員。
- 藤田正士：辻萬長（日语：辻萬長）

前任俠「藤正組」的老大。

### 動畫公司「東洋動畫」的人們
（原型為東映動畫株式會社）
- 仲努：井浦新

「東洋動畫」的動畫師領導。
- 大澤麻子：貫地谷栞

「東洋動畫」的動畫師副手。後結婚並從東洋動畫離職，之後成立新動畫公司「麻子製作」。
- 坂場一久：中川大志

「東洋動畫」的實習導演，小夏的丈夫。
角色原型可能為東映動畫導演勝間田具治和小田部羊一
- 神地航也：染谷將太

「東洋動畫」的動畫師，小夏的後輩。
- 三村茜→下山茜：渡邊麻友

「東洋動畫」的動畫師，小夏的同期。後與下山克己結婚，育有兩名兒女。
- 森田桃代：伊原六花

「東洋動畫」的上色師，小夏的朋友。
- 下山克己：川島明（日语：川島明）

「東洋動畫」的動畫師副手。
- 井戶原昇：小手伸也（日语：小手伸也）

「東洋動畫」的作畫導演。
- 山川周三郎：古屋隆太（日语：古屋隆太）

「東洋動畫」的工作室所長。
- 石井富子：梅舟惟永（日语：梅舟惟永）

「東洋動畫」的上色檢查，負責指導新人。
- 山根孝雄：石本武士（日语：ドロンズ石本）

「東洋動畫」的上色課課長。
- 堀内幸正：田村健太郎（日语：田村健太郎）

「東洋動畫」的動畫師。
- 中島：坂口涼太郎（日语：坂口涼太郎）

「東洋動畫」的電視部動畫師。
- 猿渡龍男：新名基浩（日语：新名基浩）

「東洋動畫」電視部員，電視動畫「百獸王子山姆」企劃。
- 佐藤利之：橋本潤

「東洋動畫」製作部長。
- 宮田：川島潤哉（日语：川島潤哉）

電視動畫「踢腿獵豹」導演。
- 荒井康助：橋本哲

「東洋動畫」電視部員，電視動畫「百獸王子山姆」製作。
- 露木重彥：木下鳳華（日语：木下ほうか）

「東洋動畫」的資深導演。
- 大杉滿：角野卓造（日语：角野卓造）

「東洋動畫」的老闆。

### 新動畫公司「麻子製作」的人們
- 石澤裕也：大野泰廣（日语：大野泰広）

「麻子製作」的製作領班。
- 町田義一：鈴鹿央士

「麻子製作」的製作領班。
- 立山久子：伊藤修子（日语：伊藤修子）

「麻子製作」的動畫督導。

### 千遙相關人物
- 川谷幸一：岡部貴志（日语：岡部たかし）

奧原家的親戚，在戰後收留了5歲的千遙。
- 川谷幸子：池間夏海（日语：池間夏海）

幸一的女兒。
- 光山菜穗子（光山なほ子）：原日出子（日语：原日出子）

千遙的養母，東京置屋的老闆娘。
- 杉山千夏→奧原千夏：粟野咲莉

千遙的女兒。
- 杉山清二：渡邊大（日语：渡辺大）

千遙的丈夫，後因婚外情而離婚。
- 杉山雅子：淺茅陽子（日语：浅茅陽子）

清二的母親，餐廳「杉之子」的老闆娘。
- 杉山春雄（回想）：春海四方（日语：春海四方）

清二的父親，餐廳「杉之子」的老闆。生前看見千遙作為廚師的才華，親自指導她。
- 上田健：助川嘉隆

「杉之子」的廚師。
- 村下孝子：根本江理

「杉之子」的員工。

### 坂場家
- 坂場一直：關根勤

一久的父親。大學教授、考古學家。
- 坂場聰（坂場サト）：藤田三保子（日语：藤田三保子）

一久的母親。
- 坂場一久的大哥：宮本行（日语：宮本行）

坂場家的長男。
- 坂場一久的二哥：伊勢大貴（日语：伊勢大貴）

坂場家的次男。
- 坂場一久的姐姐：真木千春（日语：真木ちはる）

坂場家的長女。
- 坂場優：增田光櫻

小夏與一久的女兒。

### 其他人物
- 龜山蘭子：鈴木杏樹

劇團「紅色星座」的招牌女演員。亦為配音員。
- 佐佐岡信哉：工藤阿須加（幼年期：三谷麟太郎）（香港配音：陳成港、莎拉（幼年期））

小夏的青梅竹馬。長大後成為新聞記者。
- 佐佐岡道子：三倉茉奈

信哉的妻子。新聞報導員。
- 虻田登志夫：栗原英雄（日语：栗原英雄）

劇團「紅色星座」的演員。
- 福島伸之：益山貴司（日语：益山貴司）

劇團「紅色星座」的演員。
- 蘿絲瑪莉：Elizabeth Marry

劇場「淺草六區館」的舞孃。
- 島貫健太：岩谷健司

劇場「淺草六區館」的藝人。
- 松井新平：有薗芳記（日语：有薗芳記）

劇場「淺草六區館」的藝人。
- 老奶奶：北林早苗（日语：北林早苗）

在空襲後將食物送給小夏與千遙的奶奶。
- 豐富遊聲：山寺宏一

動畫「白蛇公主」的配音員。
- 藤井導演：高木涉

雪次郎與蘭子演出的西部劇的導演。
- 高山昭治：須藤蓮（日语：須藤蓮）

夕見子的男友，與其私奔到東京尋找夢想。
- 下山明子：寶邊花帆美

克己與小茜的女兒。
- 高橋秀子：田中裕子

小夏的婦產科主治醫生。
- 孕婦：藤澤惠麻（日语：藤澤恵麻）

小夏在醫院等候室遇到的孕婦。
- 村川：田中真弓

區公所社福科的職員。
- 白本知香子：澤城美雪

麻子動畫公司所製作的動畫「大草原的少女小空」的女主角小空的聲優。
- 旁白：安藤櫻（聲音演出）

「大草原的少女小空」的旁白。
- 松武博：大泉洋

「大草原的少女小空」贊助商公司的老闆。

## 播出日程
| 1                                                       | 1－6     | 2019年4月1日－4月6日 （小夏，這裡是十勝）     | 木村隆文          | 22.1% |
| 2                                                       | 7－12    | 4月8日－4月13日 （小夏，打開夢想之門）        | 木村隆文          | 22.2% |
| 3                                                       | 13－18   | 4月15日－4月19日 （小夏，這就是青春）         | 木村隆文          | 22.6% |
| 4                                                       | 19－24   | 4月22日－4月26日 （小夏，成為女演員）         | 田中正            | 22.5% |
| 5                                                       | 25－30   | 4月29日－5月4日 （小夏，哥哥在哪裡？）        | 田中正            | 20.7% |
| 6                                                       | 31－36   | 5月6日－5月11日 （小夏，在雪原上呼喊愛）      | 渡邊哲也          | 21.3% |
| 7                                                       | 37－42   | 5月13日－5月18日 （小夏，現在是決定的時刻）   | 木村隆文          | 22.1% |
| 8                                                       | 43－48   | 5月20日－5月25日 （小夏，在東京要小心）       | 木村隆文          | 21.6% |
| 9                                                       | 49－54   | 5月27日－6月1日 （小夏，別放棄夢想）          | 田中正            | 20.8% |
| 10                                                      | 55－60   | 6月3日－6月8日 （小夏，賦予畫作生命）         | 渡邊哲也          | 20.4% |
| 11                                                      | 61－66   | 6月10日－6月15日 （小夏，你就是動畫師）       | 木村隆文          | 21.0% |
| 12                                                      | 67－72   | 6月17日－6月22日 （小夏，為千遙而創作）       | 田中正            | 21.6% |
| 13                                                      | 73－78   | 6月24日－6月29日 （小夏，「雪月」發生大危機） | 二見大輔          | 20.7% |
| 14                                                      | 79－84   | 7月1日－7月6日 （小夏，返回十勝）             | 渡邊哲也          | 21.6% |
| 15                                                      | 85－90   | 7月8日－7月13日 （小夏，雀躍不已）            | 田中正            | 20.2% |
| 16                                                      | 91－96   | 7月15日－7月20日 （小夏，戀愛季節來了）       | 田中健二          | 20.4% |
| 17                                                      | 97－102  | 7月22日－7月27日 （小夏，揭開電視漫畫的帷幕） | 渡邊哲也          | 20.6% |
| 18                                                      | 103－108 | 7月29日－8月3日 （小夏，求婚怎麼辦）          | 木村隆文          | 20.2% |
| 19                                                      | 109－114 | 8月5日－8月10日 （小夏，前往開拓者之地）      | 木村隆文          | 19.7% |
| 20                                                      | 115－120 | 8月12日－8月17日 （小夏，笑著成為母親）       | 田中正            | 20.1% |
| 21                                                      | 121－126 | 8月19日－8月24日 （小夏，迎接新生命）         | 橋爪國臣 田中健二 | 20.1% |
| 22                                                      | 127－132 | 8月26日－8月31日 （小夏，我兒溫柔）           | 渡邊哲也          | 20.4% |
| 23                                                      | 133－138 | 9月2日－9月7日 （小夏，跟天陽道別）           | 木村隆文 矢部誠人 | 20.8% |
| 24                                                      | 139－144 | 9月9日－9月14日 （小夏，將十勝變成動畫）      | 村山峻平          | 20.4% |
| 25                                                      | 145－150 | 9月16日－9月21日 （親愛的小夏、千遙、咲太郎） | 田中正            | 21.4% |
| 26                                                      | 151－156 | 9月23日－9月28日 （小夏，十勝天晴）           | 木村隆文          | 21.2% |
| 平均收視率21.0%（收視率由Video Research於關東地區統計） |          |                                               |                   |       |

## 製作團隊
- 編劇：大森壽美男（日语：大森寿美男）
- 音樂：橋本由香利
- 旁白：內村光良[5]
- 題字、片頭影像：刈谷仁美
- 《夏空》一週回顧與5分鐘搶先看主持人：出田奈奈（日语：出田奈々）（NHK主播）
- 動畫時代考證：小田部羊一
- 動畫監製：館野仁美（日语：舘野仁美）
- 動畫製作：笹百合、東映動畫
- 導演：木村隆文（日语：木村隆文）、田中正、渡邊哲也、田中健二（日语：田中健二）、二見大輔、橋爪國臣、矢部誠人
- 製作人：村山峻平
- 製作統籌：磯智明（日语：磯智明）、福岡利武

## 主題曲
日本
- 主題曲：[6]
  - 主唱：SPITZ／作詞、作曲：草野正宗／編曲：SPITZ&龜田誠治

香港
- 主題曲：「仲夏陽光」[7]
  - 主唱：楊思琦／作詞、作曲、監製：陳詩慧／編曲：Kenix Cheang
- 插曲：「尋覓那人」
  - 作詞、主唱：李麗珊／作曲：李家禎／編曲、監製：Barry Chung

## 外部連結
- NHK官方網站（日語）
- 夏空的X（前Twitter）
- 夏空的Instagram帳戶
- 香港有線電視官方網站 （页面存档备份，存于）

| 日本 NHK 連續電視小說                 | 日本 NHK 連續電視小說                 | 日本 NHK 連續電視小說 |
| ------------------------------------- | ------------------------------------- | --------------------- |
|                                       | 夏空 （2019年4月1日－9月28日）        |                       |
| 萬福 （2018年10月1日－2019年3月30日） | 緋紅 （2019年9月30日－2020年3月28日） |                       |

| 臺灣 緯來日本台 星期一至五 21:00 - 22:00            | 臺灣 緯來日本台 星期一至五 21:00 - 22:00 | 臺灣 緯來日本台 星期一至五 21:00 - 22:00 |
| --------------------------------------------------- | ---------------------------------------- | ---------------------------------------- |
|                                                     | 夏空 （2020年9月25日 -2020年12月10日）   |                                          |
| 極道鮮師2（重播） （2020年9月11日 - 2020年9月24日） | —                                        |                                          |

| 香港 香港開電視 星期一至五 20:00 - 20:30                   | 香港 香港開電視 星期一至五 20:00 - 20:30    | 香港 香港開電視 星期一至五 20:00 - 20:30 |
| ---------------------------------------------------------- | ------------------------------------------- | ---------------------------------------- |
|                                                            | 夏空 （2020年12月7日 - 2021年5月13日）      |                                          |
| 娛樂頭條 E-news Headline （2020年5月25日 - 2020年12月4日） | 小梅醫生 （2021年5月14日 - 2021年11月3日 ） |                                          |

| 香港 綜合娛樂台 星期一至五 15:00－15:55 ，逢星期二至六11:00-11:55重播（每次播映兩集） · （其他重播時段請參閱這裡） | 香港 綜合娛樂台 星期一至五 15:00－15:55 ，逢星期二至六11:00-11:55重播（每次播映兩集） · （其他重播時段請參閱這裡） | 香港 綜合娛樂台 星期一至五 15:00－15:55 ，逢星期二至六11:00-11:55重播（每次播映兩集） · （其他重播時段請參閱這裡） |
| --- | --- | --- |
| | 夏空 （2022年2月17日 - 2022年5月5日）                                                                              | |
| 大決戰 （2021年12月10日—2022年2月16日） （15:00－16:00）                                                           | 小梅醫生 （2022年5月6日 - 2022年7月21日）                                                                          | |

| 臺灣 大愛電視 星期一至五 02:30 - 03:00 | 臺灣 大愛電視 星期一至五 02:30 - 03:00     | 臺灣 大愛電視 星期一至五 02:30 - 03:00 |
| -------------------------------------- | ------------------------------------------ | -------------------------------------- |
|                                        | 夏空 （2023年6月29日—2023年10月16日）      |                                        |
| （2023年3月13日—2023年6月28日）        | 少女的時代 （2023年10月17日—2024年2月1日） |                                        |